# Asienspiele 2022/Tischtennis
Bei den Asienspielen 2022 wurden vom 22. September bis 2. Oktober 2023 insgesamt sieben Wettbewerbe im Tischtennis ausgetragen, davon je drei bei den Männern und bei den Frauen sowie ein Mixed-Doppel. Austragungsort war das Gongshu Canal Sports Park Gymnasium.

## Bilanz

### Medaillenspiegel
| Platz  | Land              | Gold | Silber | Bronze | Gesamt |
| ------ | ----------------- | ---- | ------ | ------ | ------ |
| 1      | China             | 6    | 2      | 1      | 9      |
| 1      | Südkorea          | 1    | 2      | 5      | 8      |
| 2      | Japan             | —    | 2      | 1      | 3      |
| 4      | Nordkorea         | —    | 1      | —      | 1      |
| 5      | Chinesisch Taipeh | —    | —      | 2      | 2      |
| 5      | Iran              | —    | —      | 2      | 2      |
| 7      | Hongkong          | —    | —      | 1      | 1      |
| 7      | Indien            | —    | —      | 1      | 1      |
| 7      | Thailand          | —    | —      | 1      | 1      |
| Gesamt | Gesamt            | 7    | 7      | 14     | 28     |

### Medaillengewinner
Männer
| Disziplin  | Gold                                                            | Silber                                                                     | Bronze                                                                                     |
| ---------- | --------------------------------------------------------------- | -------------------------------------------------------------------------- | ------------------------------------------------------------------------------------------ |
| Einzel     | Wang Chuqin                                                     | Fan Zhendong                                                               | Jang Woo-jin                                                                               |
| Einzel     | Wang Chuqin                                                     | Fan Zhendong                                                               | Wong Chun Ting                                                                             |
| Doppel     | Fan Zhendong Wang Chuqin                                        | Jang Woo-jin Lim Jong-hoon                                                 | Chuang Chih-yuan Lin Yun-ju                                                                |
| Doppel     | Fan Zhendong Wang Chuqin                                        | Jang Woo-jin Lim Jong-hoon                                                 | Nima Alamian Noshad Alamian                                                                |
| Mannschaft | ChinaFan Zhendong Wang Chuqin Ma Long Liang Jingkun Lin Gaoyuan | SüdkoreaJang Woo-jin Lim Jong-hoon An Jae-hyun Oh Jun-sung Park Gang-hyeon | Chinesisch TaipehLin Yun-ju Chuang Chih-yuan Huang Yan-cheng Liao Cheng-Ting Peng Wang-wei |
| Mannschaft | ChinaFan Zhendong Wang Chuqin Ma Long Liang Jingkun Lin Gaoyuan | SüdkoreaJang Woo-jin Lim Jong-hoon An Jae-hyun Oh Jun-sung Park Gang-hyeon | IranNoshad Alamian Seyed Amirhossein Hodaei Nima Alamian                                   |

Frauen
| Disziplin  | Gold                                                          | Silber                                                               | Bronze |
| ---------- | ------------------------------------------------------------- | -------------------------------------------------------------------- | --- |
| Einzel     | Sun Yingsha                                                   | Hina Hayata                                                          | Shin Yu-bin                                                                                                 |
| Einzel     | Sun Yingsha                                                   | Hina Hayata                                                          | Wang Yidi                                                                                                   |
| Doppel     | Jeon Ji-hee Shin Yu-bin                                       | Cha Su-yong Pak Su-gyong                                             | Sutirtha Mukherjee Ayhika Mukherjee                                                                         |
| Doppel     | Jeon Ji-hee Shin Yu-bin                                       | Cha Su-yong Pak Su-gyong                                             | Miwa Harimoto Miyuu Kihara                                                                                  |
| Mannschaft | ChinaSun Yingsha Chen Meng Wang Manyu Wang Yidi Chen Xingtong | JapanHina Hayata Miu Hirano Miwa Harimoto Miyuu Kihara Miyu Nagasaki | SüdkoreaShin Yu-bin Jeon Ji-hee Suh Hyo-won Yang Ha-eun Lee Eun-hye                                         |
| Mannschaft | ChinaSun Yingsha Chen Meng Wang Manyu Wang Yidi Chen Xingtong | JapanHina Hayata Miu Hirano Miwa Harimoto Miyuu Kihara Miyu Nagasaki | ThailandSuthasini Sawettabut Orawan Paranang Jinnipa Sawettabut Wanwisa Aueawiriyayothin Tamolwan Khetkhuan |

Mixed
| Disziplin | Gold                    | Silber                | Bronze                    |
| --------- | ----------------------- | --------------------- | ------------------------- |
| Doppel    | Wang Chuqin Sun Yingsha | Lin Gaoyuan Wang Yidi | Lim Jong-hoon Shin Yu-bin |
| Doppel    | Wang Chuqin Sun Yingsha | Lin Gaoyuan Wang Yidi | Jang Woo-jin Jeon Ji-hee  |